# Cảnh sát Quốc gia Pháp

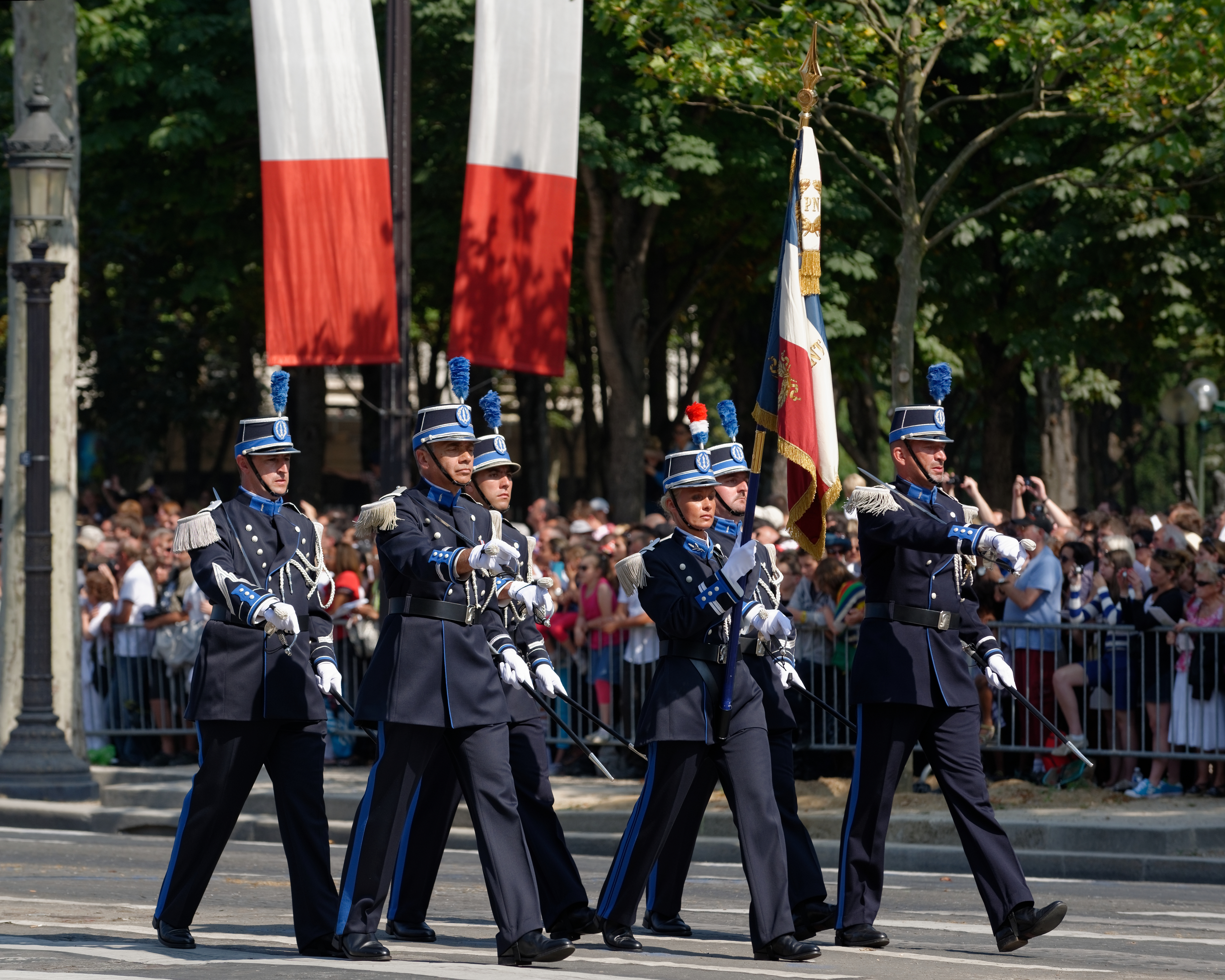
Đội giữ quân kỳ của Tổng cục Cảnh sát Quốc gia, cuộc diễu hành Ngày Bastille 2013, Paris

Cảnh sát Quốc gia Pháp (tiếng Pháp: Police nationale, trước đây gọi là Sûreté nationale) là một trong hai lực lượng an ninh công cộng (công an) của Pháp, lực lượng còn lại là Hiến binh Quốc gia Pháp. Cảnh sát Quốc gia là cơ quan thực thi pháp luật dân sự chính của đất nước, có thẩm quyền chính ở các thành phố và thị trấn lớn. Ngược lại, lực lượng Hiến binh Quốc gia (dân quân) có thẩm quyền chính ở các thị trấn nhỏ hơn, cũng như ở các khu vực nông thôn và biên giới. Cảnh sát Quốc gia thuộc thẩm quyền của Bộ Nội vụ và có khoảng 145.200 nhân viên (tính đến năm 2015). Các công dân trẻ của Pháp có thể thực hiện nghĩa vụ bắt buộc của mình (Dịch vụ quốc gia toàn cầu) trong lực lượng cảnh sát.
Lực lượng cảnh sát quốc gia được thành lập vào ngày 14 tháng 8 năm 1941, dưới chế độ Vichy, theo một nghị định được người đứng đầu chính phủ, Philippe Pétain ký. Nghị định này thi hành luật ngày 23 tháng 4 năm 1941, thành lập Cảnh sát quốc gia: các lực lượng của Sûreté nationale (với các cơ quan trước đây của Sûreté générale, trở thành Sûreté nationale vào năm 1934, và các đơn vị cảnh sát thành phố, trở thành "étatisées" cho lực lượng cảnh sát của các thị trấn có hơn 10.000 dân) và các cơ quan cảnh sát của Préfecture de police ở Paris do đó được thống nhất. Nó bị giải thể sau Giải phóng Paris, theo lệnh của Chính phủ lâm thời Cộng hòa Pháp vào ngày 16 tháng 11 năm 1944. Nó được phục hồi theo Luật số. 66-492 ngày 9 tháng 7 năm 1966 về tổ chức cảnh sát ở Pháp. Luật này thống nhất Sở cảnh sát quốc gia và Cảnh sát tỉnh.
Cảnh sát Quốc gia hoạt động chủ yếu ở các thành phố và thị trấn lớn. Trong bối cảnh đó, nó tiến hành các hoạt động an ninh như tuần tra, kiểm soát giao thông và kiểm tra danh tính. Dưới sự ra lệnh và giám sát của các thẩm phán điều tra của cơ quan tư pháp, nó tiến hành các cuộc điều tra hình sự và phục vụ các lệnh khám xét. Nó cũng duy trì các dịch vụ cụ thể ('cảnh sát tư pháp') cho những yêu cầu này.